# Irish Tidy Towns Competition

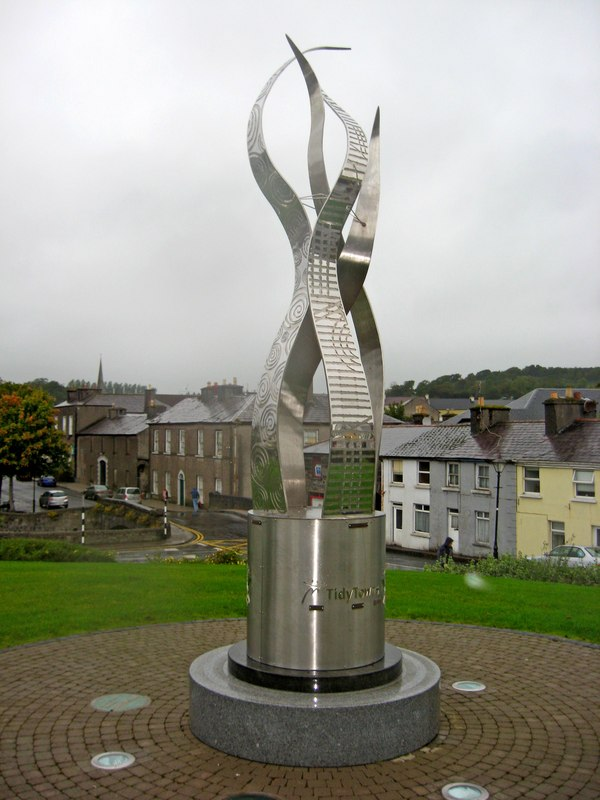
Уличная скульптура в Уэстпорте как напоминание о трёх победах в конкурсе

Tidy Towns («чистые города») — соревнование, проводящееся ежегодно с 1958 года ирландским Департаментом охраны окружающей среды, наследия и местного самоуправления (англ. Department of the Environment, Heritage and Local Government) с целью поощрения самых чистых и аккуратных городов, посёлков и деревень Ирландии. Изначально в соревновании участвовало около пятидесяти поселений, сейчас количество участников доходит до семисот.
Соревнование проводится на национальном уровне; оценка проводится в летние месяцы (с мая по август) независимым судьёй. Выбирается не только главный победитель, но и победители в рамках графств; кроме того, присуждается ряд специальных наград.

## Список победителей
Победители на уровне страны
- 1958 год — Глентис, графство Донегол
- 1959 год — Глентис, графство Донегол
- 1960 год — Глентис, графство Донегол
- 1961 год — Ратвилли, графство Карлоу
- 1962 год — Глентис, графство Донегол
- 1963 год — Ратвилли, графство Карлоу
- 1964 год — Вёрджиния, графство Каван
- 1965 год — Вёрджиния, графство Каван
- 1966 год — Баллиджеймсдафф, графство Каван
- 1967 год — Баллиджеймсдафф, графство Каван
- 1968 год — Ратвилли, графство Карлоу
- 1969 год — Тиррелспасс, графство Уэстмит
- 1970 год — Малин, графство Донегол
- 1971 год — Балликоннелл, графство Каван
- 1972 год — Трим, графство Мит
- 1973 год — Килтеган, графство Уиклоу
- 1974 год — Трим, графство Мит, Балликоннелл, графство Каван
- 1975 год — Килшилан, Южный Типперери
- 1976 год — Адэр, графство Лимерик
- 1977 год — Малтифарнем, графство Уэстмит
- 1978 год — Гласслох, графство Монахан
- 1979 год — Килшилан, Южный Типперери
- 1980 год — Ньютаун-Кашел, графство Лонгфорд
- 1981 год — Маунтшаннон, графство Клэр
- 1982 год — Данмануи, графство Корк
- 1983 год — Терригласс, Северный Типперэри
- 1984 год — Трим, графство Мит
- 1985 год — Килкенни, графство Килкенни
- 1986 год — Кинсейл, графство Корк
- 1987 год — Сним, графство Керри
- 1988 год — Карлингфорд, графство Лаут
- 1989 год — Арда, графство Лонгфорд
- 1990 год — Малахайд, графство Фингал
- 1991 год — Малин, графство Донегол
- 1992 год — Ардмор, графство Уотерфорд
- 1993 год — Кидью, графство Роскоммон
- 1994 год — Галбалли, графство Лимерик
- 1995 год — Глентис, графство Донегол
- 1996 год — Арда, графство Лонгфорд
- 1997 год — Терригласс, Северный Типперэри
- 1998 год — Арда, графство Лонгфорд
- 1999 год — Клонакилти, графство Корк
- 2000 год — Кенмэр, графство Керри
- 2001 год — Уэстпорт, графство Мейо
- 2002 год — Каслтаун, графство Лиишь
- 2003 год — Кидью, графство Роскоммон
- 2004 год — Лисмор, графство Уотерфорд
- 2005 год — Эннис, графство Клэр
- 2006 год — Уэстпорт, графство Мейо
- 2007 год — Охрим, графство Уиклоу
- 2008 год — Уэстпорт, графство Мейо
- 2009 год — Эмли, Южный Типперэри
- 2010 год — Талланстаун, графство Лаут
- 2011 год — Килларни, графство Керри
- 2012 год — Аббишрул, графство Лонгфорд
- 2013 год — Мойналти, графство Мит
- 2014 год — Килкенни, графство Килкенни